# ФК Олимпик Доњецк
ФК Олимпик Доњецк укр. ФК «Олімпік» Донецьк) је украјински професионални фудбалски клуб из Доњецка, који се такмичи у Премијер лиги Украјине.
Динамо своје утакмице игра на стадиону „Јубиларни“, који може да прими 25.830 гледалаца.

## Трофеји
- Прва лига (1)
  - 2013-14
- Друга фудбалска лига
  - 2010-11